# Arnie Uhrlass
Arnold „Arnie“ H. Uhrlass (* 19. Oktober 1931 in Yonkers, New York; † 17. Dezember 2024) war ein US-amerikanischer Radrennfahrer und Eisschnellläufer.

## Sportliche Laufbahn
Arnie Uhrlass, genannt „The Governor“, war ursprünglich Eisschnellläufer und praktizierte den Radsport zunächst lediglich zu Trainingszwecken. 1960 startete er im Eisschnelllauf bei den Olympischen Spielen in Squaw Valley über 5000 (Platz 14) und 10.000 Meter (Platz 15). Drei Jahre später nahm er auch an den Eisschnelllauf-Weltmeisterschaften im japanischen Karuizawa teil.
Als Radrennfahrer gewann Uhrlass die beiden US-Klassiker Tour of Somerville (1957) und das Fitchburg Longsjo Classic (1961). 1964 startete er bei den Olympischen Sommerspielen in der Mannschaftsverfolgung. Damit war er nach Art Longsjo der Zweite US-Amerikaner, der bei Olympischen Spielen sowohl im Sommer wie im Winter startete. 1968 beendete er seine sportliche Karriere, nachdem er sich bei einem Sturz auf dem Eis das Bein gebrochen hatte.
1997 wurde Arnie Uhrlass in die United States Bicycling Hall of Fame aufgenommen.